# Dawonia Real Estate

Ehemaliges Logo

Die Dawonia Real Estate GmbH & Co. KG  ist die führende Gesellschaft der Dawonia, bis Dezember 2018 als GBW Gruppe bekannt, und Mehrheitsgesellschafterin der Dawonia GmbH. Die Dawonia GmbH wurde ursprünglich im Jahr 1936 als Bauträger A.G. des bayerischen Handwerks gegründet. Sie war später als GBW Aktiengesellschaft an der Börse notiert und verwaltet ca. 30.000 Wohnungen in süddeutschen Ballungsgebieten. Die Unternehmensgruppe entstand aus dem Zusammenschluss mehrerer Wohnungsunternehmen in Bayern. Am 19. Dezember 2018 gab die GBW Gruppe bekannt, ab Mitte Januar 2019 als Dawonia nach außen aufzutreten.

## Geschichte

Namensaktie über 1000 DM der Gemeinnützige Bayerische Wohnungsgesellschaft AG vom Oktober 1962

Gegründet wurde die Dawonia Real Estate ursprünglich am 13. Juli 1936 unter dem Namen „Bauträger AG des bayerischen Handwerks“. Das Unternehmen war dem öffentlich geförderten Wohnungsbau verpflichtet (früher Kleinwohnungsbau genannt, heute Sozialwohnungsbau). 1940 wurde die Bauträger AG gemeinnützig und es entstand der bis 2018 verwendete Firmenname GBW. Er stand damals für Gemeinnützige Bayerische Wohnungsgesellschaft. Seit Januar 2019 agiert die frühere GBW Gruppe unter der Marke „Dawonia“. Die Umfirmierung steht in Zusammenhang mit der neuen Unternehmensstrategie sowie mit dem erweiterten geografischen Tätigkeitsgebiet. Nach dem Krieg waren von den 904 Wohnungen der Dawonia 10 Prozent völlig und 17 Prozent mittel bis leicht zerstört. In den 1950er Jahren hat sich die Dawonia am Wiederaufbau des bayerischen Wohnungsmarktes beteiligt. Gebaut wurde für den eigenen Bestand, aber auch als Bauträger. So entstanden Tausende von Eigentumswohnungen, verteilt über den Freistaat Bayern. Anfang der 1960er Jahre startete die Dawonia mit dem Bau von Großsiedlungen in München und Umgebung.
Als München den Zuschlag für die Olympischen Sommerspiele 1972 bekam, beteiligte sich die Dawonia am Bau des Olympischen Dorfs, was zum Problemfall wurde, weil es hohe Kosten verursachte. Bei den Verträgen für den Bau des Olympischen Dorfes war die Verantwortung für die Lücke zwischen den Fußgängerbrücken und den Häusern nicht definiert worden. Es war nicht klar, ob der Bauträger der Brücke oder der des Hauses zuständig war. Schon während der Spiele gab es die ersten Wasserschäden, denen teure Reparaturen folgten. Gleichzeitig war auch noch die Nachfrage auf dem Wohnungsmarkt verflogen. Die Dawonia konnte viele ihrer Eigentumswohnungen nicht mehr verkaufen. Durch das Engagement der Bayerischen Landesbank konnte die Dawonia gerettet werden.
In den folgenden Jahren konzentrierte sich die Dawonia auf den Bau von Eigenheimen. Mitte der 1990er Jahre brach die Nachfrage nach Eigenheimen ein. Die Dawonia beschloss daraufhin, ihre Tätigkeit auf den eigenen Bestand zu fokussieren. 2007 entschloss sich die Bayerische Landesbank, ihren gestreuten Wohnungsbestand in Bayern zu bündeln und so entstand die GBW Gruppe, heute bekannt als Dawonia Real Estate, mit aktuell insgesamt rund 30.000 Wohnungen.
Am 15. Oktober 2012 startete die BayernLB den Verkaufsprozess der GBW Gruppe. Die Bank löste damit eine Verpflichtung gegenüber der EU-Kommission ein, die aus dem am 25. Juli 2012 abgeschlossenen Beihilfeverfahren resultiert. Demnach hatte sich die BayernLB verpflichtet, sich in einem diskriminierungsfreien und transparenten Bieterverfahren bis zum Ende des Jahres 2013 vollständig von ihrem rund 92-prozentigen Anteil an der GBW AG zu trennen. Der wiederholten Behauptung des damaligen Finanzministers und späteren Ministerpräsidenten Söder, wonach es dem Freistaat durch die EU-Kommission untersagt gewesen sei, die GBW zu übernehmen, steht ein Schreiben des damaligen EU-Wettbewerbskommissars Almunia und Vizepräsidenten der EU-Kommission aus Dezember 2013 entgegen, wonach es lediglich kein „überhöhtes Angebot seitens der öffentlichen Hand geben dürfe“. Fast ein halbes Jahr hat der Verkaufsprozess gedauert. Ein von der Patrizia Alternative Investments GmbH geführtes Investorenkonsortium hat im April 2013 den Zuschlag von der Bayerischen Landesbank bekommen und die Aktienmehrheit an der GBW AG für 2,45 Milliarden Euro gekauft. Im Nachgang kam es verschiedentlich zu Kritik. Beim Verkauf des Unternehmens wurde eine Sozialcharta vereinbart, die die Mieter bei Modernisierungs- und Sanierungsmaßnahmen über das gesetzliche Maß hinaus schützt. Ihre Einhaltung wurde in den Jahren von 2013 bis 2022 von der Wirtschaftsprüfungsgesellschaft Deloitte bestätigt. Zu einer Reihe an Punkten der Sozialcharta verpflichtet sich Dawonia auch nach ihrem Ablauf. So gilt unter anderem der erweiterte Kündigungsschutz für ältere Bewohner sowie Menschen mit Behinderung lebenslang.
Mit Hilfe einer Mieter-App tritt Dawonia in die direkte Kommunikation mit Mietenden.
Seit 2022 veröffentlicht das Unternehmen freiwillig standardisierte Nachhaltigkeitsberichte nach Vorgaben des Deutschen Nachhaltigkeitskodex und wird hierzu jährlich von der GRESB bewertet.
Nach der Übernahme durch das Konsortium um Patrizia baut Dawonia ihren Bestand in Süddeutschland weiter aus.

## Kritik
Nachdem die Mieten für viele Bewohner stark gestiegen sind und laut dem Münchner Mieterverein Menschen systematisch aus den Wohnungen gedrängt würden, um sie hochpreisig neu zu vermieten oder zu verkaufen, wurde der umstrittene Verkauf der GBW-Wohnungen im Oktober 2016 erneut Thema einer Debatte im Bayerischen Landtag.